# Katedra św. Kwintyna w Hasselt
Katedra św. Kwintyna w Hasselt (niderl. Sint-Quintinuskathedraal (Hasselt), fr. Cathédrale Saint-Quentin (Hasselt)) – główna świątynia diecezji hasselckiej w Belgii. Mieści się przy placu Vismarkt w Hasselt.
Katedra św. Kwintyna w Hasselt jest głównym kościołem miasta. Znajduje się w miejscu, gdzie znajdowała się pierwsza osada w Hasselt. Kościół był rozbudowywany na przestrzeni wieków, stąd obecność różnych stylów architektonicznych. Dolna jego część jest pozostałością pierwotnego kościoła romańskiego, zbudowanego w XII wieku, podczas gdy inne części, takie jak wieża, są w stylu gotyckim.